# 古丈县
古丈县是中华人民共和国湖南省湘西土家族苗族自治州下辖的一个县，辖域总面积为1297.45平方公里，国内生产总值39,071万元（西元2004年），总人口为137,637人。縣人民政府駐古阳镇。其著名产品有古丈毛尖。

## 历史
汉朝时为酉阳县地。南梁起为大乡县地。武周天授二年（691年）大乡县改属溪州。五代后晋天福五年（940年）马楚废大乡县，迁溪州治所至会溪坪（今古阳镇），改溪州为下溪州。北宋熙宁八年（1075年）在下溪州会溪坪置会溪城。元朝为保靖州地。明朝为永顺军民宣慰使司地。清朝雍正七年（1729年）起为永顺县地。道光二年（1822年）析永顺县地置古丈坪厅，治古丈坪（今古阳镇），厅因坪得名。1913年改为古丈县。

## 地理
古丈位于湖南西部、湘西州中部偏东。
武陵山脉斜贯全境，最高海拔1146米，最低海拔147米；主要河流为酉水。相邻的县级行政区，北接永顺，东临沅陵，南界泸溪和吉首，西部和花垣相连。

## 行政区划
古丈县辖有7个镇：
古阳镇、岩头寨镇、默戎镇、红石林镇、断龙山镇、高峰镇和坪坝镇。

## 政治

### 现任领导
| 机构     | 古丈县人民政府 县长 | · 中国共产党 · 古丈县委员会 · 书记 | 古丈县人民代表大会 常务委员会 主任 | · 中国人民政治协商会议 · 古丈县委员会 · 主席 |
| -------- | ------------------- | ---------------------------------- | ---------------------------------- | -------------------------------------------- |
| 姓名     | 陈建新              | 滕朝辉                             | 曾传文                             | 宋祖林                                       |
| 民族     | 汉族                | 土家族                             | 土家族                             | 苗族                                         |
| 出生地   | 湖南省衡东县        |                                    | 湖南省古丈县                       | 湖南省古丈县                                 |
| 出生日期 | 1979年6月（45歲）   | 1974年10月（50歲）                 | 1965年5月（59歲）                  | 1975年5月（49歲）                            |
| 就任日期 | 2024年7月           | 2023年12月                         | 2016年11月                         | 2021年10月                                   |

## 人囗
根據第七次人口普查數據，截至2020年11月1日零時，古丈縣常住人口為108798人。
全县总人口为137,637人（西元2004年），少数民族人口117,066人，占总人口的85.1 %，其中土家族54,169人，苗族62,683人。
。

## 交通
- 352国道过境。

## 人物
著名女歌唱家、苗族人宋祖英出生于古丈县。